# Stjepan Bocak
Stjepan Bocak (Varaždin, 9. prosinca 1900. – Zagreb, 7. svibnja 1981.), bio je hrvatski nogometaš, nogometni reprezentativac. Po struci je bio pravnik. 

## Igračka karijera

### Klupska karijera
Igrao je za zagrebačku Concordiju.

### Reprezentativna karijera
Za reprezentaciju nije odigrao nijednu utakmicu, no bio je među pričuvama.
Bio je među pozvanima na OI 1924. u Parizu, ali nije igrao nijednu utakmicu, a od hrvatskih nogometaša s njim su bili u izabranom sastavu Dragutin Babić, Slavin Cindrić, Artur Dubravčić, Dragutin Friedrich, Andrija Kujundžić, Antun Pavleković, Alfons Pažur, Adolf Percl, Dragutin Vragović, Dragutin Vrđuka, Branko Zinaja, Emil Perška, Eugen Dasović, Emil Plazzeriano, Janko Rodin, Marijan Marjanović, Rudolf Rupec, Stjepan Vrbančić i Vladimir Vinek. 